# Amalie Vevle Eikeland
Amalie Vevle Eikeland (* 26. August 1995 in Bergen) ist eine norwegische Fußballspielerin, die seit der Saison 2023 für SK Brann Kvinner in der Toppserien spielt und 2016 erstmals für die A-Nationalmannschaft antrat.

## Werdegang

### Vereine
Eikeland spielte von 2011 bis 2018 für den Erstligisten Arna-Bjørnar in der Toppserien, wobei sie auch einige Einsätze in der U-19- und zweiten Mannschaft hatte. In ihrer ersten Saison kam sie schon auf 17 Einsätze in der ersten Mannschaft und trug mit drei Toren zum Erreichen des vierten Platzes bei. 2012 erzielte sie in ihrer besten Saison in 21 Erstligaspielen elf Tore und verbesserte sich mit Arna-Bjørnar auf den dritten Platz. Dieser Platz wurde in den beiden folgenden Jahren verteidigt, dann fiel der Verein auf einen Mittelfeldplatz zurück. Erst in ihrer letzten Saison konnte wieder der dritte Platz erreicht werden. Zur Saison 2019 wechselte sie zum IL Sandviken, der in der vorherigen Saison einen Platz hinter Arna-Bjørnar endete. Bereits nach 11 Ligaspielen erhielt sie am 8. August einen Zweijahresvertrag beim FC Reading.

### Nationalmannschaften
Eikeland durchlief mehrere norwegische Juniorinnenmannschaften. Mit der U17-Nationalmannschaft nahm sie an den beiden Qualifikationsrunden für die Europameisterschaft 2012 teil. In der zweiten Runde konnten die Norwegerinnen ihren Heimvorteil nicht nutzen und verloren das entscheidende Spiel gegen Frankreich mit 0:4. Mit der U19-Nationalmannschaft konnte sie sich dann für die Europameisterschaft 2013 in Wales qualifizieren. Bei dieser schieden sie aber nach Niederlagen gegen Deutschland und Finnland sowie einem Sieg gegen Schweden als Gruppendritte aus. Für die U19-EM in ihrer Heimat wurde sie nicht berücksichtigt. Ab Oktober 2014 spielte sie dann für die U23-Mannschaft und kam am 19. September 2016 beim letzten Qualifikationsspiel für die EM 2017 und letzten Spiel unter Roger Finjord gegen Israel zu ihrem ersten A-Länderspiel. Sie wurde in der 65. Minute eingewechselt. Zwei Monate später wurde sie im Freundschaftsspiel gegen Deutschland in 86 Minute eingewechselt. Dazwischen und danach wurde sie wieder in der U23 eingesetzt. Erst im Januar 2019 wurde sie beim 3:1 gegen Schottland eine Minute vor dem Spielende zu ihrem dritten Länderspiel eingewechselt. Auch bei den drei Spielen des gewonnenen Turniers um den Algarve-Cup 2019 wurde sie jeweils eingewechselt. Am 2. Mai wurde sie für die WM 2019 nominiert. Bei der WM hatte sie nur einen Einsatz, als sie bei der 0:3-Niederlage gegen England im Viertelfinale in der Schlussviertelstunde eingewechselt wurde. Sie konnte dem Spiel aber auch keine Wende mehr geben und schied mit ihrer Mannschaft aus. Damit werden auch das olympische Fußballturnier 2020 verpasst.
Am 30. August 2019 erzielte sie im ersten Spiel der Qualifikation für die EM 2021 gegen Nordirland elf Minuten nach ihrer Einwechslung ihr erstes Länderspieltor und in der Schlussminute das Tor zum 6:0-Endstand.
In der Qualifikation für die EM 2022 wurde sie in allen sechs Spielen der Norwegerinnen eingesetzt und erzielte drei Tore. Da sie nach den sechs Spielen qualifiziert waren, fanden die letzten beiden Spiele, die wegen der COVID-19-Pandemie mehrfach verschoben worden waren und die keinen Einfluss mehr auf die übrige Qualifikation hatten, nicht mehr statt. In den ersten acht Spielen der Qualifikation für die WM 2023 wurde sie fünfmal ein- und dreimal ausgewechselt.
Am 7. Juni 2022 wurde sie für die EM-Endrunde nominiert. Sie wurde in den drei Gruppenspielen eingesetzt, die mit einem 4:1-Sieg gegen EM-Neuling Nordirland begannen. Danach mussten sie gegen England mit 0:8 die höchste Niederlage ihrer Länderspielgeschichte hinnehmen. Durch eine 0:1-Niederlage, die erste überhaupt gegen Österreich, verpassten sie als Gruppendritte die K.-o.-Runde.
Die beiden letzten Spiele der WM-Qualifikation, in denen sich die Norwegerinnen das WM-Ticket sicherten, fanden ohne sie statt. Sie kam erst wieder in den beide letzten Spiel des Jahres, Freundschaftsspielen gegen Frankreich und England zum Einsatz, wobei sie jeweils in der Startelf stand aber ausgewechselt wurde.
Am 19. Juni 2023 wurde sie für die WM-Endrunde nominiert. Bei der WM kam sie nur im Gruppenspiel gegen die Schweiz zum Einsatz. Die Norwegerinnen schieden im Achtelfinale gegen die Japanerinnen aus.
Da erstmals das Abschneiden bei der WM für die europäischen Teams nicht entscheidend für die Qualifikation zu den Olympischen Spielen 2024 war, hatten die Norwegerinnen noch die Chance sich über die UEFA Women’s Nations League 2023/24 für die Spiele in Paris zu qualifizieren. Die Norwegerinnen konnten aber nur ein Spiel gewinnen und verpassten als Gruppendritte nicht nur das Final Four Turnier, bei dem um zwei Olympiatickets gespielt wurde, sondern mussten auch in die Relegation, die sie aber gegen Kroatien mit 3:0 und 5:0 erfolgreich abschlossen. Eikeland wurde nur im zweiten Spiel bei der 2:3-Niederlage gegen Portugal eingesetzt und zur zweiten Halbzeit ausgewechselt.

## Erfolge
- Algarve-Cup Sieger 2019